# 2MASS J14044941-3159329
2MASS J14044941-3159329 ist ein Brauner Zwerg der Spektralklasse T2.5 im Sternbild Zentaur. Er wurde 2007 von Adam J. Burgasser, J. Davy Kirkpatrick und Dagny L. Looper entdeckt. Seine Eigenbewegung beträgt 0,35 Bogensekunden pro Jahr.